# Гришин, Пётр Григорьевич
Пётр Григорьевич Гришин (1906—1991) — советский военный политработник и деятель спецслужб, генерал-лейтенант (1966); член военного совета 5 ГТА (1943—1949), начальник Особого отдела КГБ СССР по Московскому военному округу (1954—1958), начальник Высшей Краснознаменной школы КГБ им. Ф. Э. Дзержинского (1965—1970).

## Биография
Родился 27 июля 1906 года в деревне Булычевка Тульской губернии. 
С 1928 года на службе в РККА. С 1931 года, после окончания 1-й Советской объединённой военной школы РККА имени ВЦИК, — на командной и политической работе. С 1938 года, после окончания Военно-политической академии им. В. И. Ленина, назначен  военным комиссаром 31-й кавалерийской дивизии 1-й отдельной Краснознаменной армии. С 1941 года начальник политического отдела и заместитель командира 59-й танковой дивизии 2-й отдельной Краснознаменной армии. 
С 1941 года — участник Великой Отечественной войны, военный комиссар 108-й танковой дивизии Брянского и Западного фронтов. С 1942 года — военный комиссар и заместитель командира 6-го танкового корпуса. С 1943 года член Военного совета и заместитель командующего 5-й гвардейской танковой армии. С 1952 года, после окончания Высшей военной академии им К. Е. Ворошилова, был назначен начальником факультета этой академии.
С 1954 года — в органах государственной безопасности СССР — начальник Особого отдела КГБ СССР по Московскому военному округу. С 1958 года заместитель начальника Военного института КГБ при СМ СССР по научной и учебной работе. С 1960 года начальник Военного (пограничного) факультета Высшей школы КГБ СССР.
С 1962 года — начальник Мобилизационного отдела КГБ при СМ СССР.
С 1965 года — начальник Высшей Краснознаменной школы КГБ им. Ф. Э. Дзержинского.
С 1970 года на пенсии. Умер 8 июня 1991 года, похоронен на Троекуровском кладбище в Москве.

П.Г. Гришин

## Награды

### Ордена
- орден Ленина
- три ордена Красного Знамени
- орден Суворова 2-й степени (1945)
- Орден Кутузова 2-й степени (1944)
- два ордена Отечественной войны 1-й степени (1944, 1985)
- два ордена Красной Звезды

### Знаки отличия
- Почётный сотрудник госбезопасности
- знак «50 лет пребывания в КПСС»